# Forest Harness

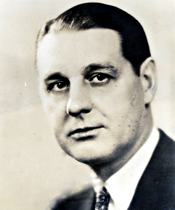
Forest Harness

Forest Arthur Harness (* 24. Juni 1895 in Kokomo, Indiana; † 29. Juli 1974 in Sarasota, Florida) war ein US-amerikanischer Politiker. Zwischen 1939 und 1949 vertrat er den Bundesstaat Indiana im US-Repräsentantenhaus.

## Werdegang
Forest Harness besuchte die öffentlichen Schulen seiner Heimat. Nach einem anschließenden Jurastudium an der Georgetown University in Washington, D.C. und seiner im Jahr 1917  erfolgten Zulassung als Rechtsanwalt begann er ab 1919 in Kokomo in diesem Beruf zu  arbeiten. Dazwischen diente er während des Ersten Weltkrieges als Oberleutnant und später als Hauptmann in der US Army. Für seine militärischen Leistungen erhielt er das Purple Heart. Von 1920 bis 1949 gehörte Harness der Army-Reserve an. Zwischen 1920 und 1924 war er Bezirksstaatsanwalt im Howard County; von 1931 und 1935 arbeitete er für das Bundesjustizministerium.
Politisch war Harness Mitglied der Republikanischen Partei. Bei den Kongresswahlen des Jahres 1938 wurde er im fünften Wahlbezirk von Indiana in das US-Repräsentantenhaus in Washington gewählt, wo er am 3. Januar 1939 die Nachfolge von Glenn Griswold antrat. Nach vier Wiederwahlen konnte er bis zum 3. Januar 1949 fünf Legislaturperioden im Kongress absolvieren. Diese waren von den Ereignissen des Zweiten Weltkrieges und dessen Folgen bestimmt. Seit 1947 war Harness Vorsitzender des Select Committee on the Federal Communications Commission.
1948 wurde Harness nicht wiedergewählt. In den folgenden Jahren praktizierte er wieder als Anwalt. Zwischen 1953 und 1955 übte er als Nachfolger von Joseph C. Duke das Amt des Sergeant at Arms of the United States Senate aus. Im Jahr 1960 zog er sich in den Ruhestand zurück, den er in Sarasota verbrachte. Dort ist Forest Harness am 29. Juli 1974 auch verstorben.